# Bais Chana Women International
Bais Chana Women International (Bais Chana Internazionale per donne) - conosciuto anche come Bais Chana Institute of Jewish Studies (Istituto Bais Chana di Studi Ebraici) - è un'organizzazione non profit Chabad che opera per fornire un ambiente di sostegno a ragazze e donne ebree, dall'età di 15 anni in poi, di tutte le estrazioni, che desiderano esplorare le tradizioni e gli insegnamenti ebraici.

## Storia e attività
La fondazione di Bais Chana fu ispirata e motivata dal Rebbe di Lubavitch, Rabbi Menachem Mendel Schneerson per dare il sostegno di un'educazione ebraica a tutte le donne ebree. Nel 1971 fu inaugurata nella sua prima sede a Minneapolis-Saint Paul (le Città Gemelle), in Minnesota. La popolarità di Bais Chana si diffuse velocemente e nel 1991 l'organizzazione cominciò a diversificare i propri programmi, includendo dei periodi di ritiro in posti dislocati in varie parti del mondo. Migliaia di donne di tutte le età, con scarsa o nessuna formazione nelle tradizioni ebraiche, hanno preso parte in questi ritiri educativi, che includono corsi, studio di gruppo, lezioni private e tutoraggio. Il programma di studi completo esplora i modi di vita di una donna ebrea, tramite progetti di tipo domestico, insieme a discussioni e approfondimenti di testi chassidici, la Torah, la preghiera, il commento biblico, la Midrash, Maimonide, Cabala, Talmud e altro. Il corpo insegnanti è diretto dal rinomato educatore e cofondatore, Rabbi Manis Friedman. Sotto la direzione di Hinda Leah Sharfstein, Bais Chana è attualmente basata a New York e si è ulteriormente espansa ad includere tre sessioni annuali presso svariate sedi degli Stati Uniti, con attività che comprendono ritiri di apprendimento per coppie, il Programma Subacquea & Studio e The Jewish Un-Camp. Nel corso dell'anno accademico vengono offerti tre ritiri brevi in giro per gli Stati Uniti, tipo il Thanksgiving Retreat tenutosi a Morristown (New Jersey) per le ragazze della scuola superiore, nel 2007. Il Programma Subacquea & Studio, iniziato nel gennaio 2006, viene offerto annualmente a Key Largo, in Florida, ed è frequentato da circa 90 studentesse proveniente da campus di tutto il mondo. Un-Camp si rivolge invece alle adolescenti e affronta temi come "la preghiera, la scienza, le mitzvot,la propria identità, le relazioni sociali, la felicità, la vita e la morte, la fede ebraica nel Messia, l'anima" ed altro, mentre si partecipa alle consuete attività dei campi estivi tradizionali. Esiste anche una biblioteca virtuale su web.